# Бегерт, Ян
Ян Бегерт (нем. Jan Baegert; 1465, Везель — 1535, Везель) — немецкий художник. Сын художника Дерика Бегерта, двоюродный брат (предположительно) художника Яна Йоста.
Многими современными искусствоведами отождествляется с художником, чьё имя ранее не было известно и который ранее был известен как Мастер из Каппенберга.

## Биография
Ян Бегерт, вероятно, родился в Везеле в 1460-е годы. Учился живописи у своего отца. Для продолжения образования, вероятно, предпринял путешествие по соседним Нидерландам, в 1490-е годы работал в Калькаре, где проживал его кузен Ян Йост, а затем унаследовал отцовскую мастерскую в Везеле.
Сегодня известны, в частности, следующие работы Яна Бегерта:
1) Двухсторонние дубовые алтарные панно из Мюнстера, из которых большая часть находятся в городском музее Мюнстера (не следует путать с музеем искусств и культуры в том же городе), а меньшая — в частном собрании.
2) Алтарь для церкви Воскресения Христова в городе Везеле (в неизвестной сохранности).
И ряд других работ (приписываются на основании стилистического сходства).
При условии идентичности Яна Бегерта Мастеру из Каппенберга, к ним добавляются также:
- Алтарь коллегиальной церкви небольшого города Каппенберга (ныне считается частью города Зельм) в окрестностях Мюнстера.
- «Святое Семейство» в Мюнстере (приписывается)
- Картина «Распятие Христово» в приходской церкви Копенгагена (приписывается).
- Картина «Распятие Христово» в Старой Пинакотеке Мюнхена (приписывается).
- «Портрет донатора в охотничьем костюме» (приписывается).

И многие другие работы (приписываются на основании стилистического сходства).

## Галерея

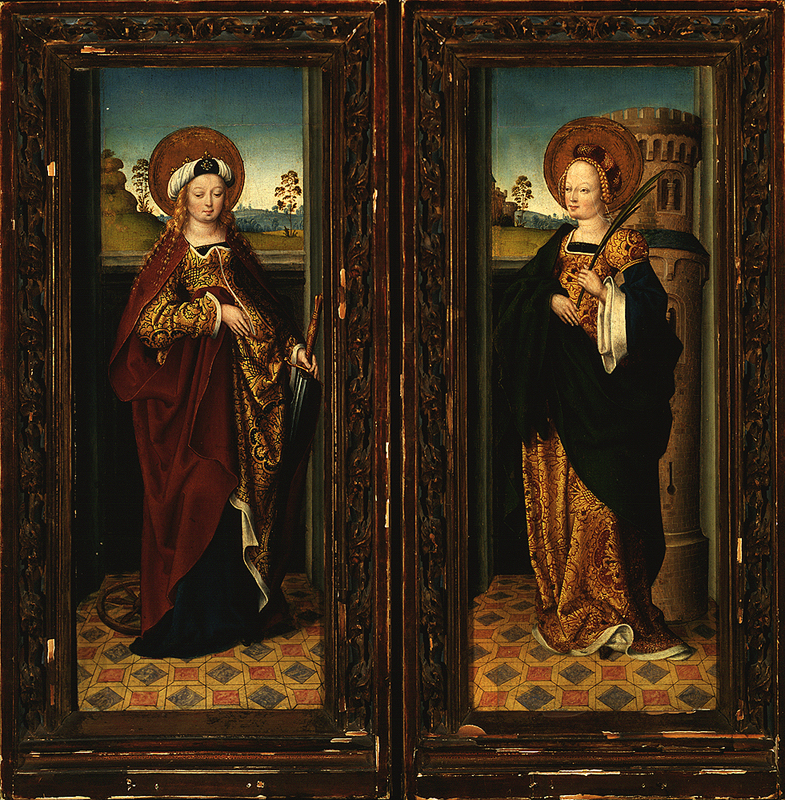
Святая Варвара и Святая Екатерина
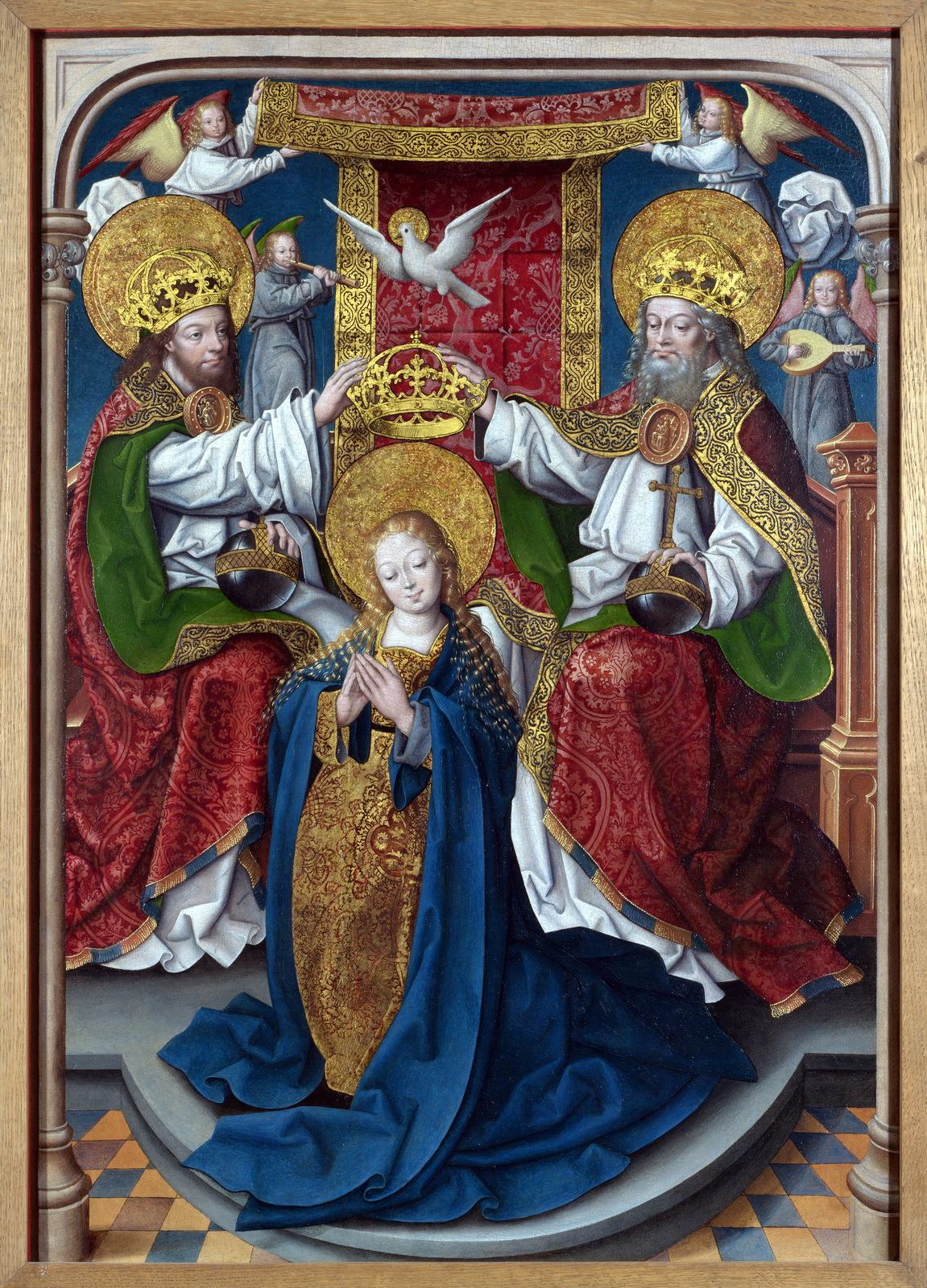
Коронование Богоматери
Святой Георгий сражается с драконом
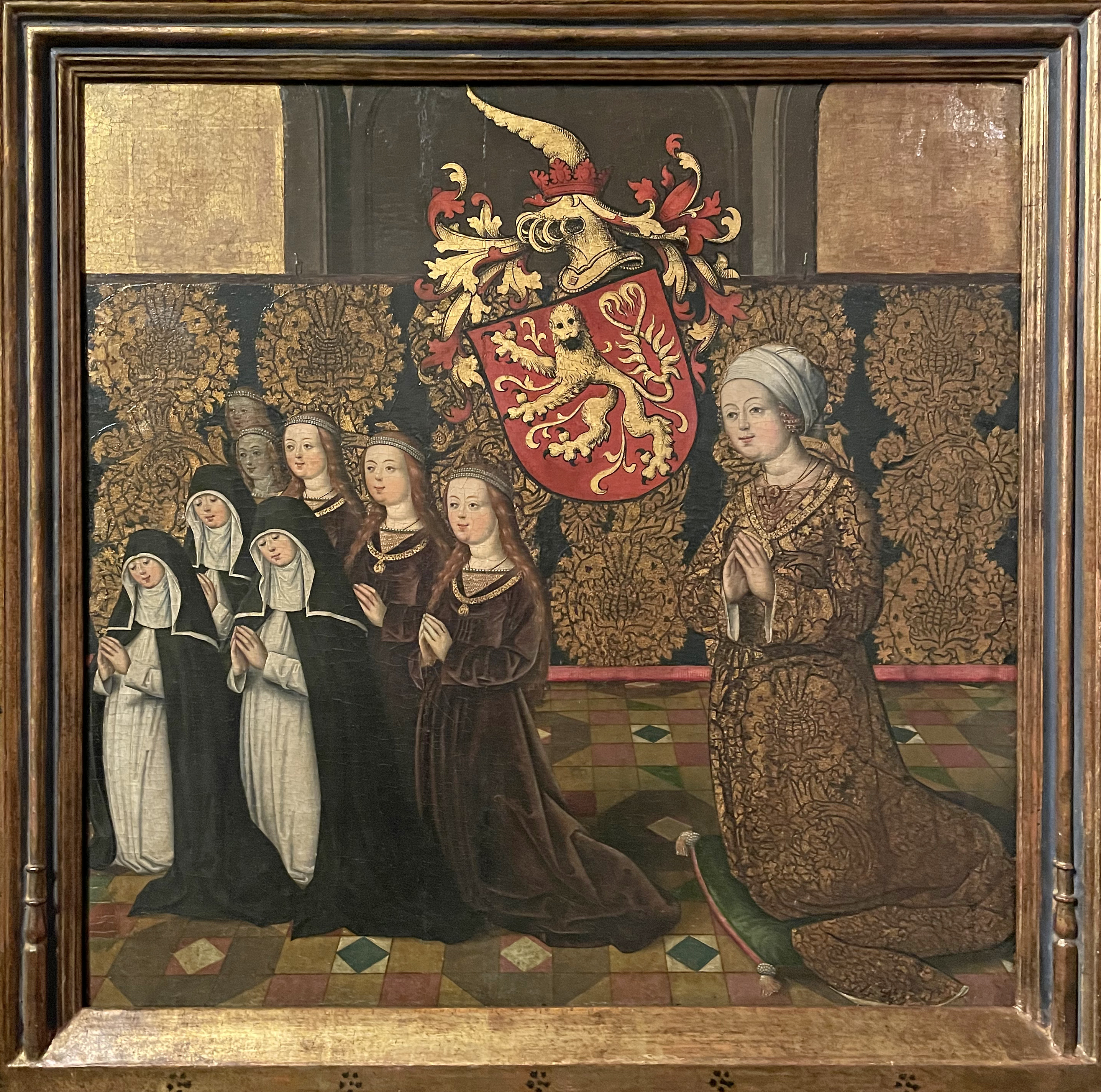
Дама-донатор из аристократической семьи фон Сайн с дочерьми
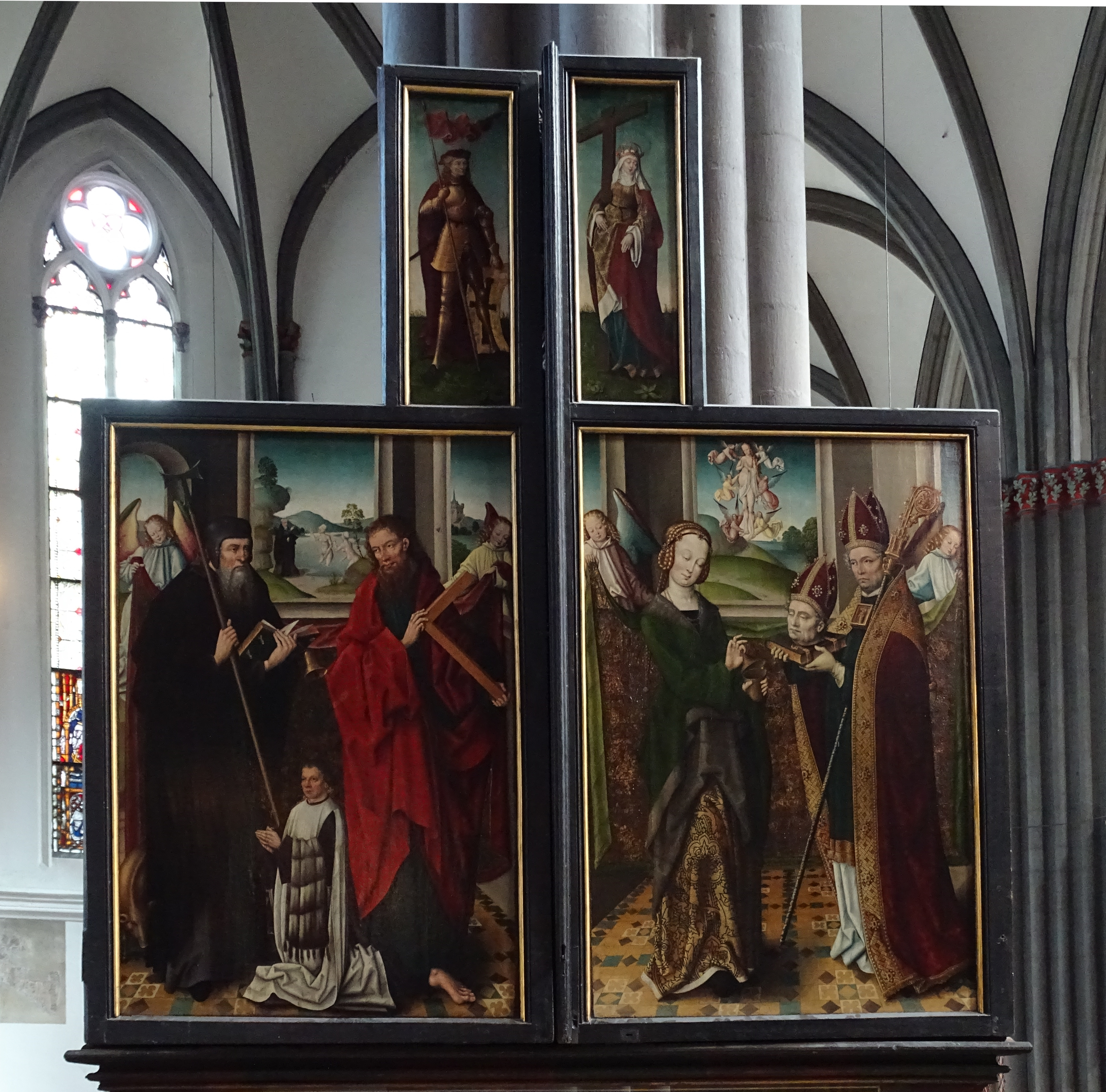
Алтарь, Ксантенский собор (в сложенном виде)
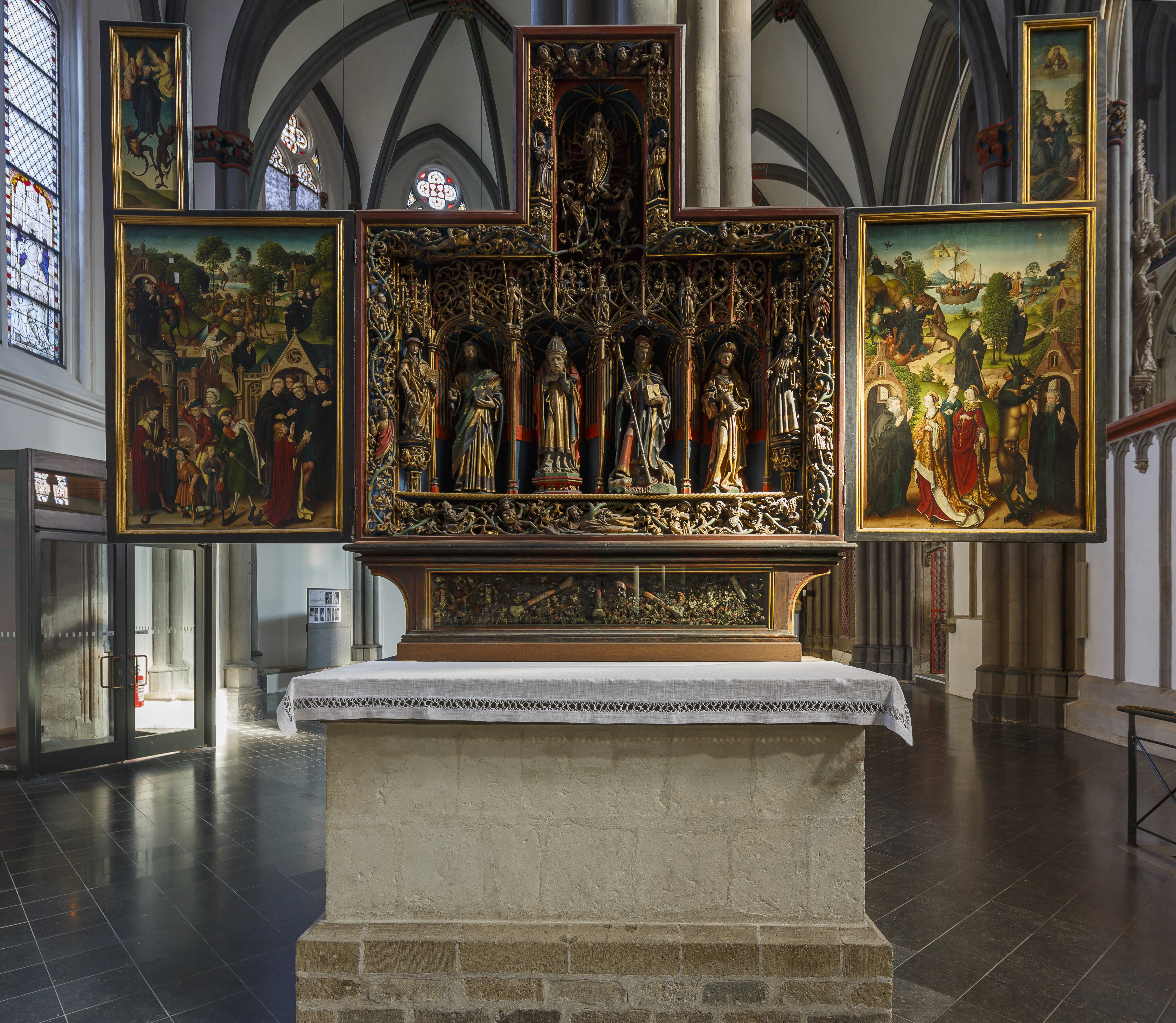
Алтарь, Ксантенский собор (в разложенном виде)
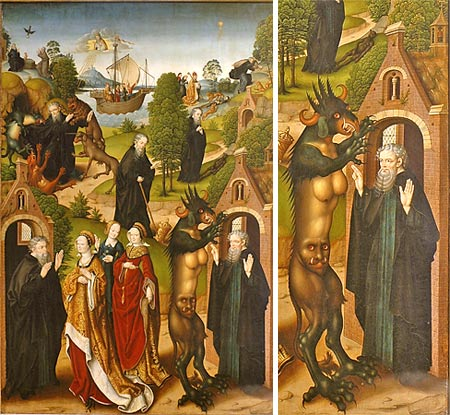
Сцены из жития Святого Виктора (справа — увеличенный фрагмент)
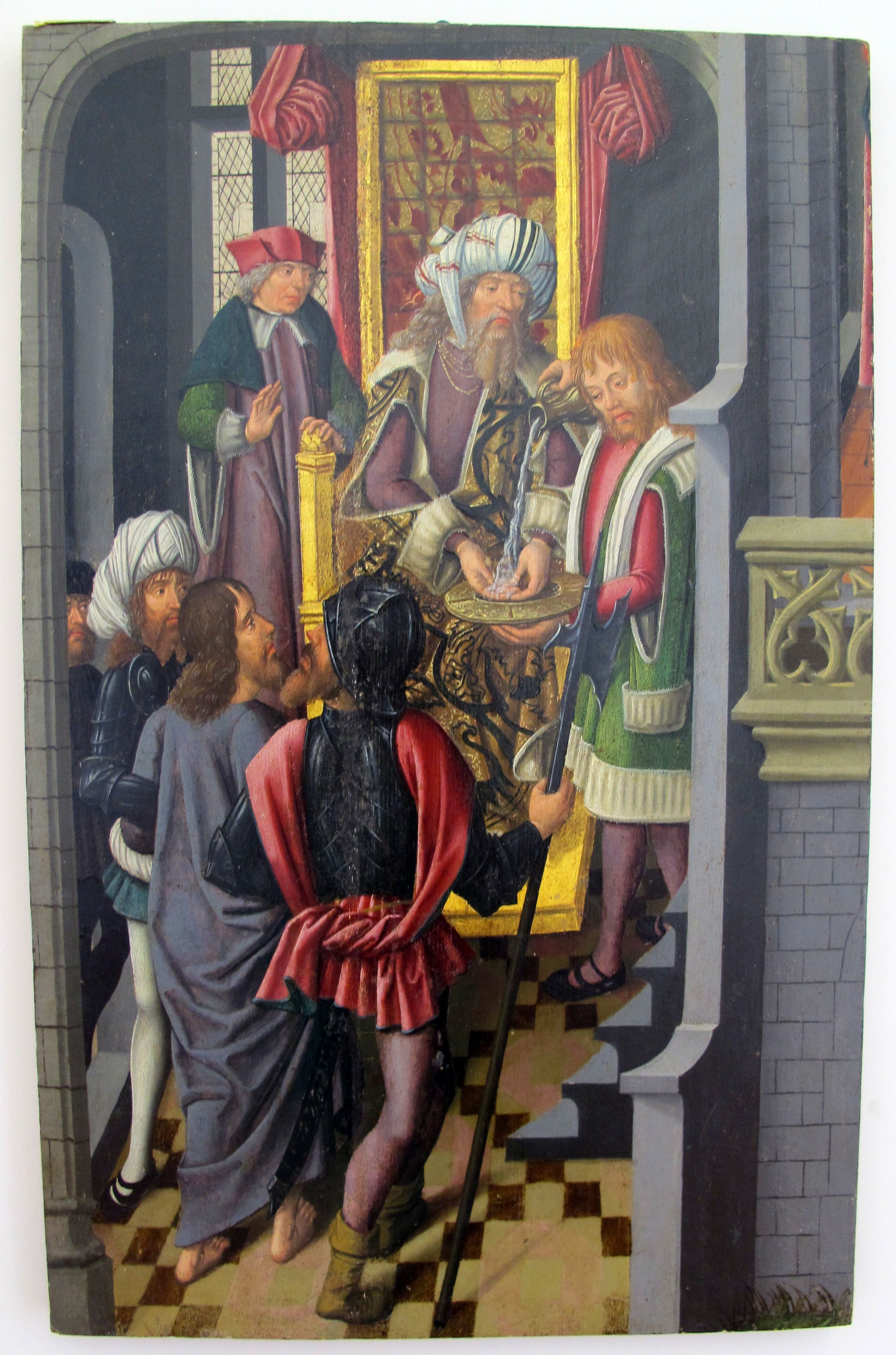
Иисус перед Пилатом